# مطار إيسكوشوبان
مطار إيسكوشوبان (إياتا: CMS، إيكاو: HCMS) (بالصومالية: Gegada Diyaaradaha Iskushuban)‏ هو مطار يخدم ايسكوشوبان في الصومال. المدرج غير معبد ومبني على أرض ترابية، ويزيد ارتفاعه عن 550 قدم (168 م).